# طابع العيد
طابع العيد أو طوابع الأعياد هي نوع من الطوابع البريدية التي تصدر لإحياء ذكرى عيد ديني أو عطلة دينية معينة.

## طابع عيد الميلاد
تصدر العديد من دول العالم طوابع عيد الميلاد المخصصة للاستعمال في بريد الأعياد.

## عيد سينكو دي مايو

### المكسيك والولايات المتحدة
في عام 1997 صدر إصدار مشترك بين المكسيك، التي أصدرت طابعًا واحدًا، والولايات المتحدة التي أصدرت طابعًا بريديًا من فئة 32 سنتًا و33 سنتًا. يحتفل بعيد (سينكو دي مايو) بهزيمة الجيش الفرنسي على يد الجنود المكسيكيين في معركة بويبلا على الرغم من أن البعض يعتقد أنه يوم استقلال المكسيك.

## عيد الفصح
تعتبر دولة أوكرانيا من بين الدول التي أصدرت طابعًا بريديًا لإحياء ذكرى عيد الفصح (عيد يوم القيامة)، وهو عيد مسيحي.

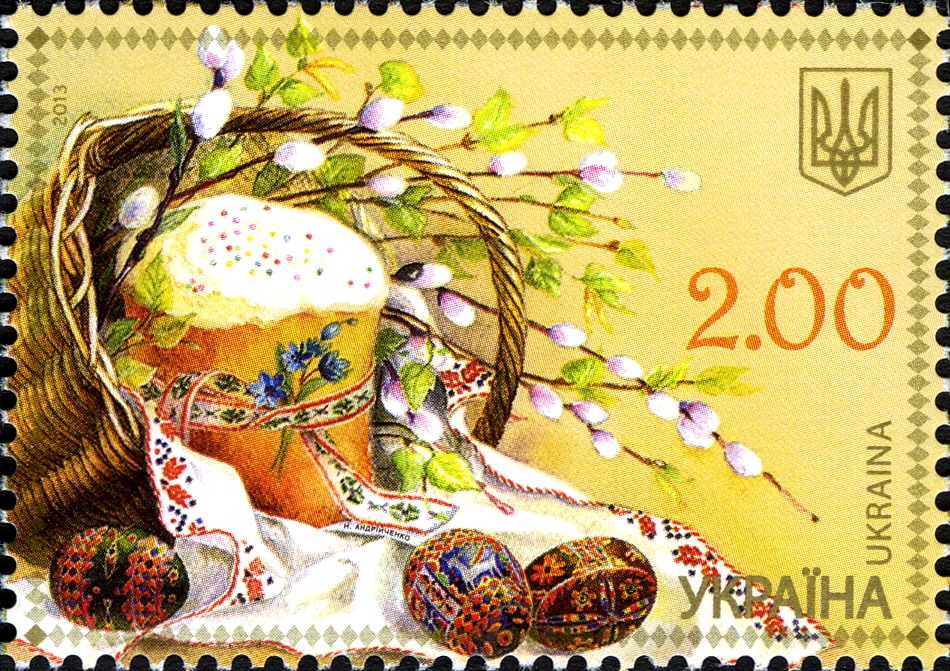
عيد الفصح في أوكرانيا 2013
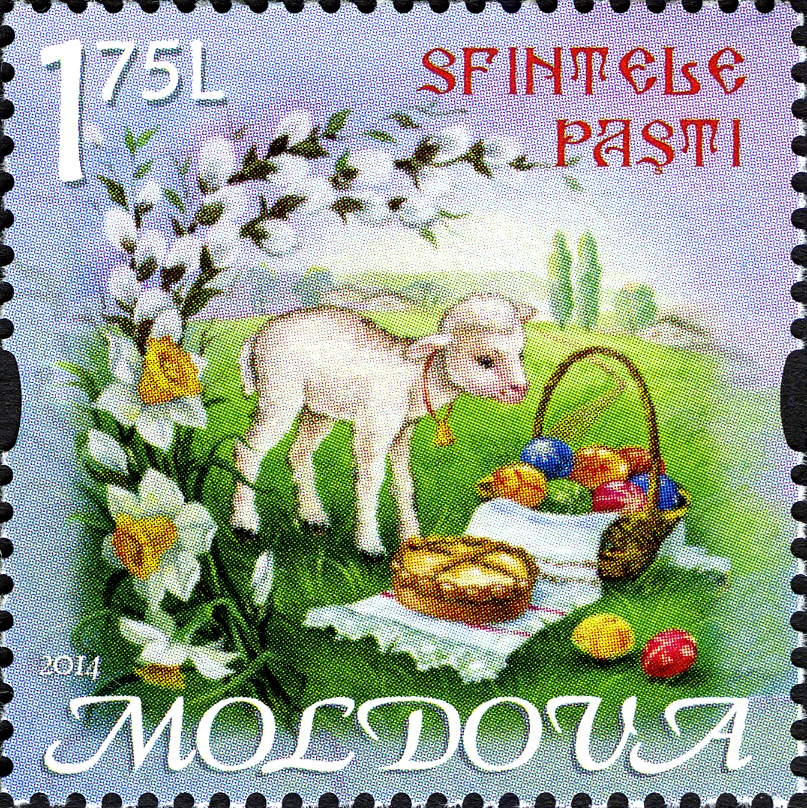
عيد الفصح في مولدوفا 2014

## طابع العيد

### الولايات المتحدة الأمريكية
أصدرت هيئة البريد الأمريكية طابعًا بريديًا بقيمة 34 سنتًا في 1 سبتمبر 2001 في المؤتمر السنوي للجمعية الإسلامية لأمريكا الشمالية في ديس بلينس، إلينوي. ويتميز هذا الطابع بخط عربي ذهبي على خلفية من اللازورد، وهو يحتفل بذكرى اثنين من أهم أعياد المسلمين: عيد الفطر الذي يصادف نهاية صيام شهر رمضان وعيد الأضحى في نهاية الحج إلى مكة المكرمة. خلال العيد، يتمنى المسلمون لبعضهم عيدًا مباركًا، وهي العبارة التي ظهرت على الطابع. تُترجم كلمة "عيد مبارك" إلى اللغة الإنجليزية على أنها "عيد مبارك"، ويمكن إعادة صياغتها على أنها "ليكن عيدكم الديني مباركًا". يمكن تطبيق هذه العبارة على كل من عيد الفطر وعيد الأضحى. وقد صمم هذا الطابع الخطاط الإسلامي محمد زكريا.
أُصدرت نسخة جديدة من طابع العيد في 12 أغسطس 2011، وهو طابع "إلى الأبد" لبريد الدرجة الأولى. بخلفية حمراء، يختلف خطه (أي النص) اختلافًا واضحًا عن طابع عام 2001 ذي الخلفية الزرقاء. في الطابع الأبدي، النص الموجود في الزاوية العلوية اليسرى هو "الولايات المتحدة الأمريكية 2011"، والنص الموجود في أعلى اليمين، الذي يمتد عموديًا، هو "إلى الأبد". ويوجد نص في الأسفل مكتوب عليه "تحية العيد".
وتعتبر باكستان من بين الدول الإسلامية التي لديها إصدار طابع العيد.

طابع العيد في الولايات المتحدة 2001.

## طابعحانوكا
أصدرت هيئة البريد الأمريكية طابعًا بريديًا بقيمة 32 سنتًا في 22 أكتوبر 1996، كإصدار مشترك مع إسرائيل. يحيي عيد حانوكا ذكرى الثورة التي قادها يهوذا المكابي ضد حكومة أنطيوخوس الرابع عام 165 قبل الميلاد. أنتجت هذه الطبعة الأولى 103.5 مليون طابع، وأُعيد إصدارها في عام 1999 بقيمة 33 سنتًا.
يستخدم طابع حانوكا نفس تصميم الشمعدان متعدد الألوان الذي رسمته الأمريكية هانا سموتريتش، خريجة كلية ييل للفنون. كما أصدرت إسرائيل أيضًا غلاف اليوم الأول بالإضافة إلى ورقة تذكارية تظهر كلا الطابعين (في الصورة على اليسار). وكميزة فريدة من نوعها، كان هذا أول طابع ذاتي اللصق في إسرائيل.
في عام 2013 أصدرت دائرة بريد الولايات المتحدة نسخة جديدة من طابع حانوكا الذي يصور الشمعدان مرة أخرى. صدر الطابع في 19 نوفمبر في نيويورك.

## طوابع عيد الاستقلال

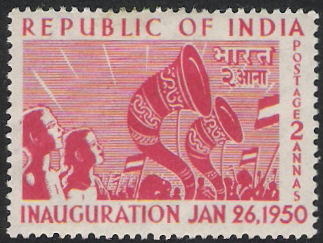
عيد التنصيب في جمهورية الهند عام 1950

تصدر العديد من الدول طوابع بريدية للاحتفال بعيد استقلالها أو يوم الجمهورية.
تحتفل الهند باستقلالها في 15 أغسطس، بدءًا من أول ثلاثة طوابع صدرت في عام 1947. ويحتفل بيوم الجمهورية في 26 يناير، بدءاً من الطوابع الأربعة التي صدرت في عام 1950.
وتحتفل دولة باكستان باستقلالها (يوم آزادي) في 14 أغسطس، بدءاً من أول طوابعها المطبوعة في فترة الاستراحة.

## طابع كوانزا
كوانزا هو مهرجان غير ديني للأمريكيين من أصل أفريقي يجمع ويعيد ابتكار احتفالات "الثمار الأولى" الأفريقية التقليدية. أصدرت دائرة البريد الأمريكية أول طابع بريدي بقيمة 32 سنتًا صممته الفنانة العصامية سينثيا سانت جيمس (من أجل كوانزا) في 22 أكتوبر 1997.
وقد أُعيد تقييم سعر هذا التصميم ثلاث مرات إلى 33 سنتاً و34 سنتاً و37 سنتاً في الأعوام 1999 و2001 و2002 على التوالي. ولقد طبع ما مجموعه 133 مليون طابع كوانزا في عام 1997.
صدر طابع كوانزا ثانٍ، بقيمة 37 سنتًا (طابع ذاتي اللصق)، في 16 أكتوبر 2004، بتصميم جديد من تصميم دانيال مينتر وكان الهدف منهُ أن ينقل "شكل متوازن مع مزاج احتفالي".
وقد أُعيد إصدار هذا الطابع؛ ففي عام 2006 كانت قيمتهُ 39 سنتًا، وفي عام 2007 كانت قيمتهُ 41 سنتًا، وفي عام 2008 كانت قيمتهُ 42 سنتًا.

## روش هاشناه

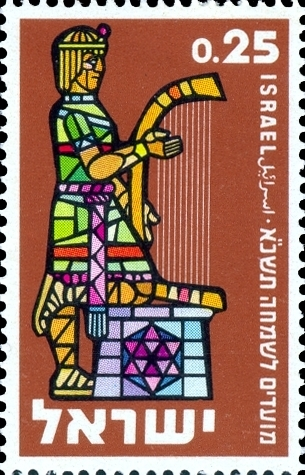
طابع للاحتفال بالسنة الجديدة روش هاشناه

دأبت إسرائيل على إصدار سلسلة طوابع "المهرجان" كل عام للاحتفال بالسنة اليهودية الجديدة، روش هاشناه. في عام 1948، صمم أوتي واليش أول طوابع المهرجان في إسرائيل وصور أختامًا من عهد الملك حزقيا (حوالي 700 سنة قبل الميلاد). وغالباً ما تعرض طوابع روش هاشناه، التي غالباً ما تعرض زخارف علمانية ووطنية، مثل الخبز والنبيذ والزيتون والجنود والكيبوتسات والرقص الإسرائيلي والمكتبة الوطنية (1992). ومن الملائم أن العديد من الطوابع تتميز بزخارف دينية، مثل ستائر لتوابيت الكنيس (1999)، وقصص الكتاب المقدس العبرية (1994)، وأوشبيزين عيد العرش (1997)، وأحداث دورة الحياة اليهودية (1995)، وأوامر المشناة (2006)، مع صورة نزيكين هنا.

## طوابع عيد القديس فالنتاين (طوابععيد الحب)
أصدرت عدة دول طوابع غرامية بمناسبة عيد القديس فالنتاين، مثل: بلجيكا وفرنسا والسويد والنرويج والدنمارك. وغالبًا ما يحاول هواة جمع الطوابع جمع أغلفة من المدن التي تحمل أسماء رومانسية. ولعل أشهرها وأكثرها شهرة، حيث يجمع أكثر من 200,000 طابع كل عام في عيد الحب، هي لوفلاند، كولورادو، الولايات المتحدة الأمريكية.
في ايرلندا شهر يناير 1985، بدأ مكتب البريد الأيرلندي في إصدار طوابع الحب لاستخدامها على البطاقات والرسائل بمناسبة عيد القديس فالنتاين. وكانت صوّر أول زوج من الطوابع التي صدرت غيوم وبالون (بقيمة 22 بنسًا) وقلوب وزهور (بقيمة 26 بنسًا). واستمر البريد في إصدار تصميمات جديدة كل عام.

## طوابع السنة القمرية الجديدة

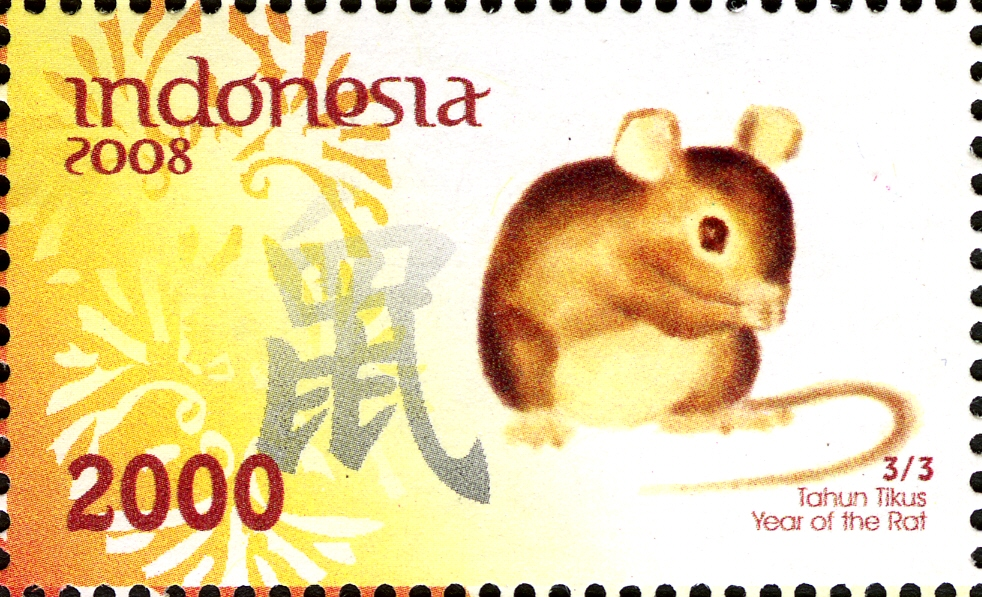
الطابع الإندونيسي للاحتفال ببداية السنة 2008

تصدر عدة دول طوابع بريد للاحتفال بالسنة القمرية الجديدة (أو السنة الصينية الجديدة). وتظهر عادةً في شهري يناير/كانون الثاني وفبراير/شباط، ومن بين الدول التي تصدر هذه الطوابع الصين وتايوان وهونغ كونغ وماليزيا وسنغافورة والولايات المتحدة ونيوزيلندا وأستراليا وكندا وفرنسا.
وعادة ما تصور طوابع السنة القمرية علامة حيوان تلك السنة، وتتكون من التسلسل: الجرذ والثور والببر والأرنب والتنين والثعبان والحصان والعنزة والقرد والديك والكلب والخنزير. قد تكون التصاميم جزءًا من مجموعة أو مصممة بشكل فردي؛ فعلى سبيل المثال، منذ عام 1992، تصدر الولايات المتحدة طوابع السنة الصينية الجديدة باستخدام تصميم مشترك يعتمد على قصاصات ورقية ملونة للحيوانات. وفي السنوات التالية، أصدرت هيئة البريد الأمريكية طوابع إضافية حتى صورت جميع الحيوانات الاثني عشر المرتبطة بالتقويم القمري الصيني. ويمكن ترجمة الأحرف الخطية الموجودة على هذه الطوابع إلى اللغة الإنجليزية على أنها "سنة جديدة سعيدة".